# Na Novém rybníce
Přírodní památka Na Novém rybníce byla vyhlášena v roce 1990 a nachází se u obce Nové Strašecí. Důvodem ochrany je rašelinná loučka se vzácnou květenou.

## Popis oblasti
Památku tvoří Novostrašecký rybník a přilehlé podmáčené louky a olšiny v údolní nivě Klíčavy. Na rybníce roste okřehek menší (Lemna minor), břehy lemují rákos obecný (Phragmites australis) a orobinec širolistý (Typha latifolia). Na rašelinných loukách roste vzácná ostřice Davallova (Carex davalliana), suchopýr širolistý (Eriophorum latifolium), vachta trojlistá (Menyanthes trifoliata) a vzácně i prstnatec májový (Dactylorhiza majalis). Na podzim rozkvétá ocún jesenní (Colchicum autumnale), nejcennější je však výskyt upolínu nejvyššího (Trollius altissimus).

Galerie

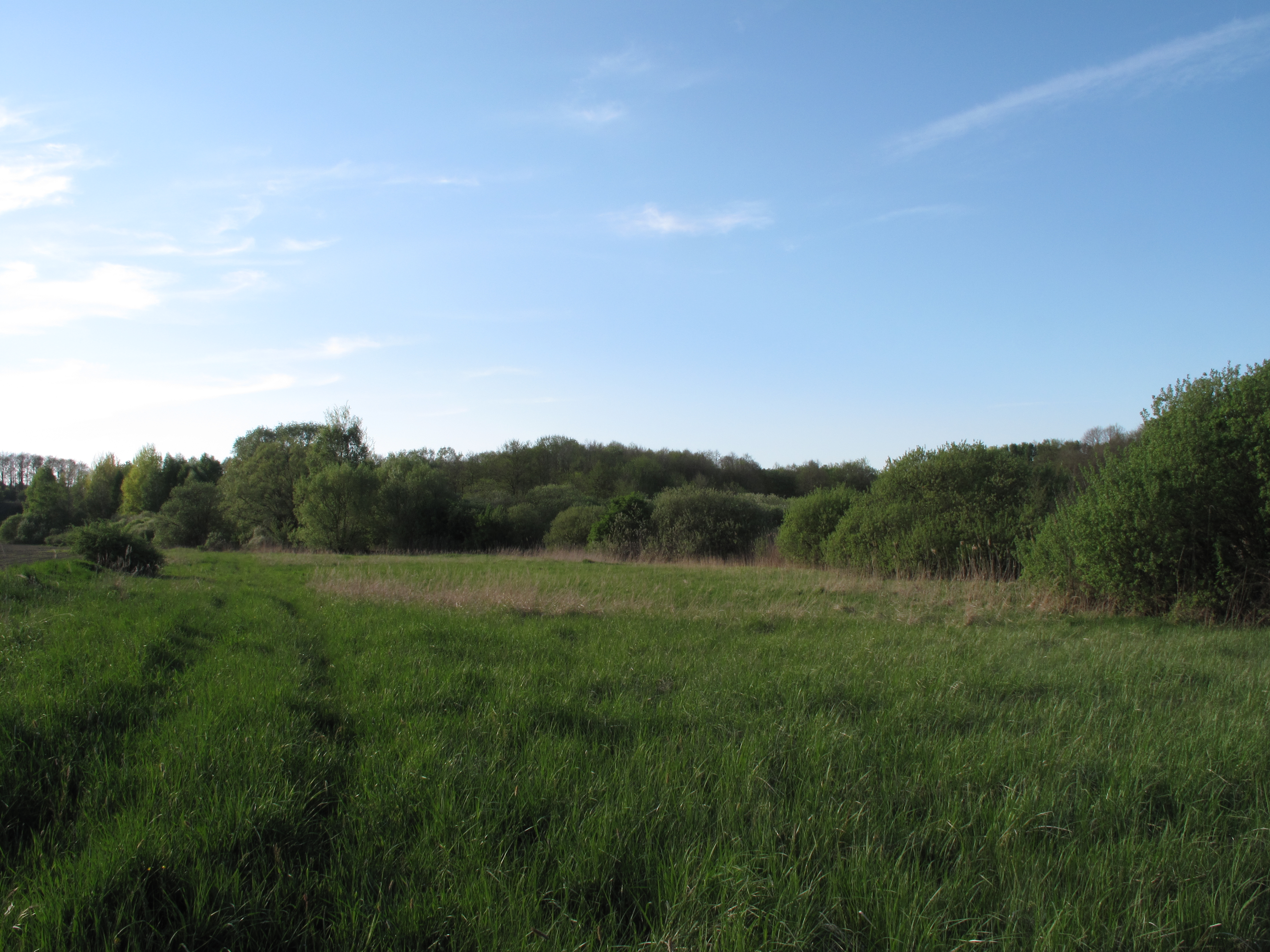
Porost v okolí rybníka
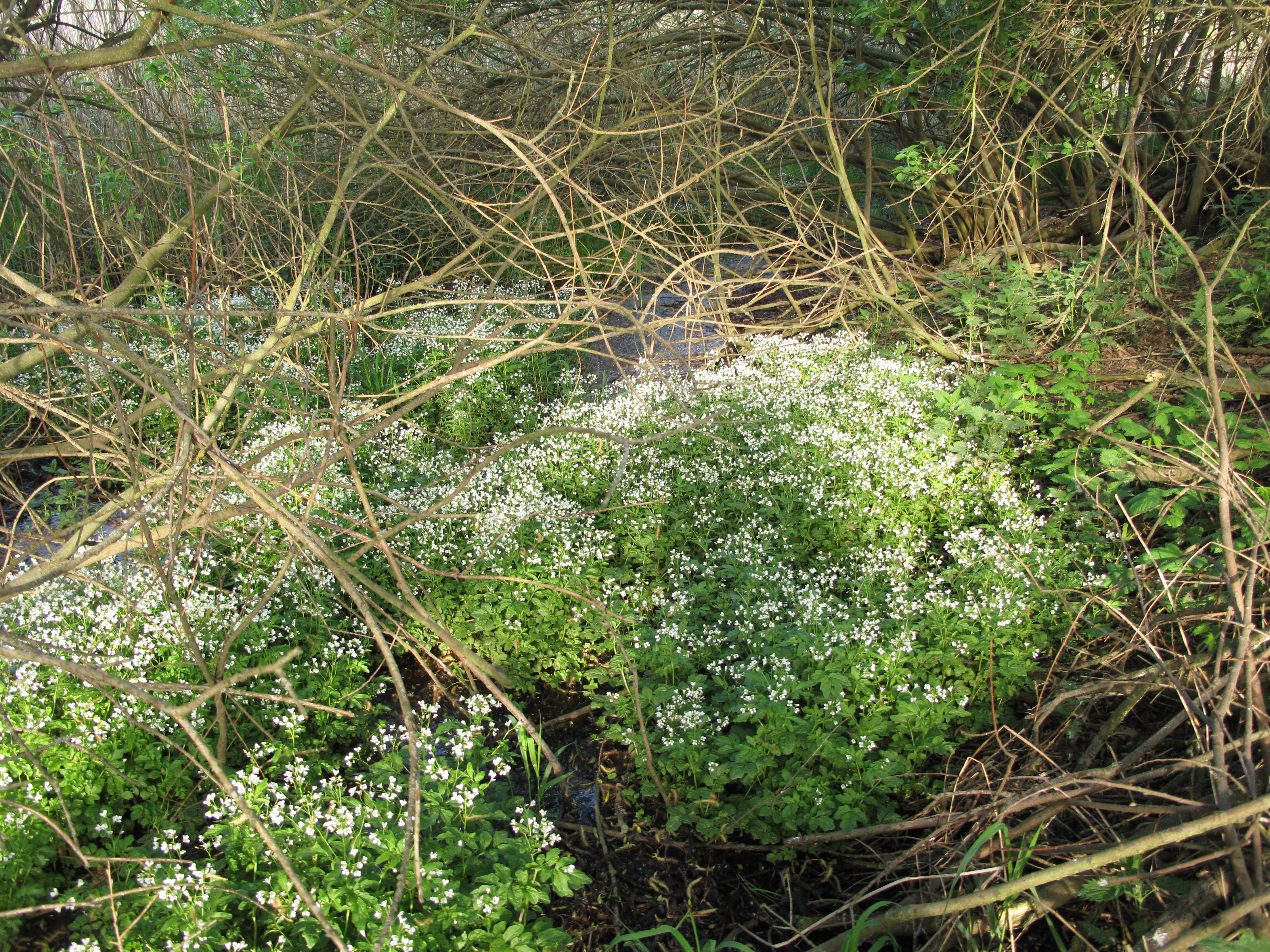
Kvetoucí rostliny v mořkadech
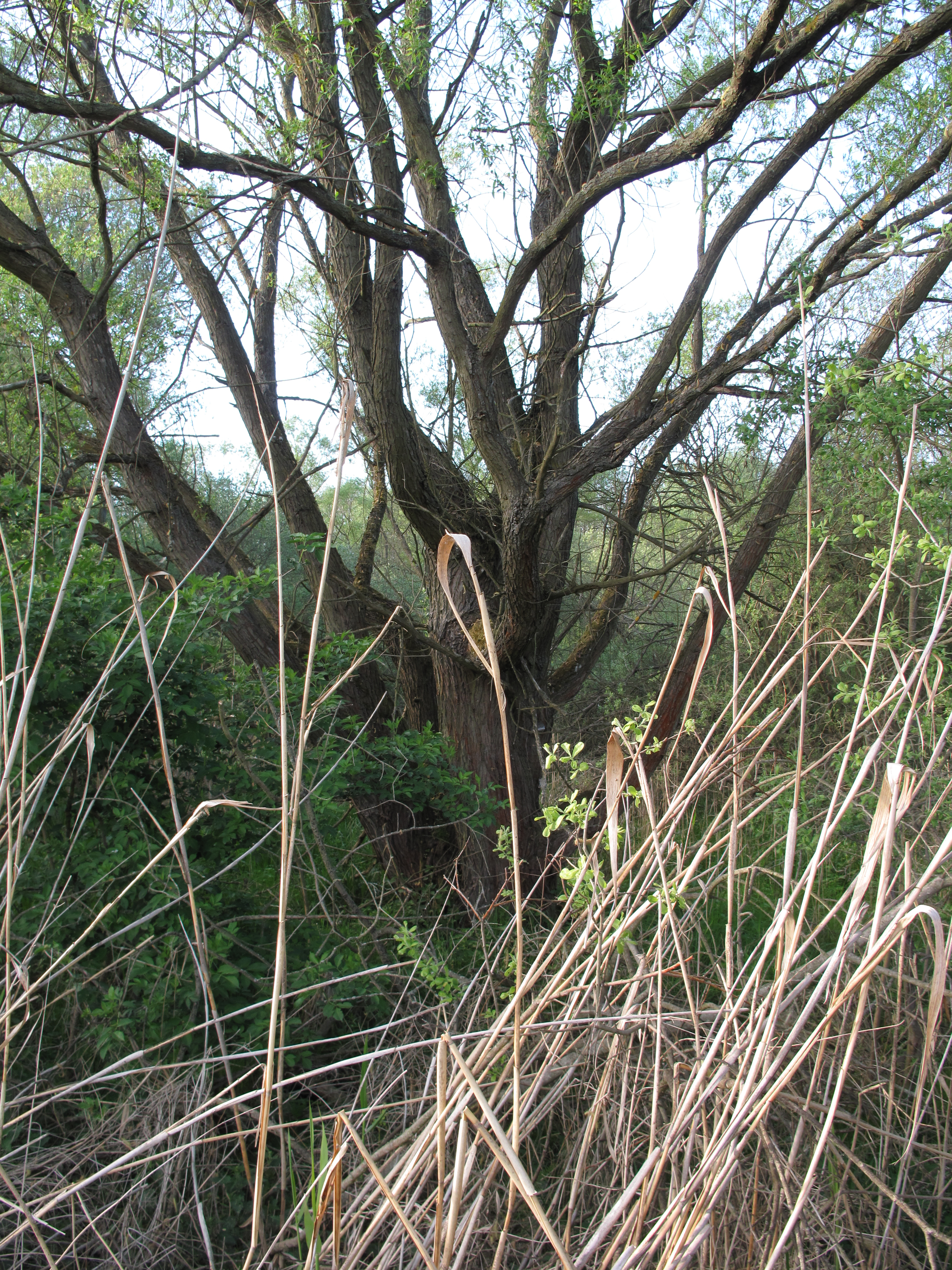
Vrba v mokřadu
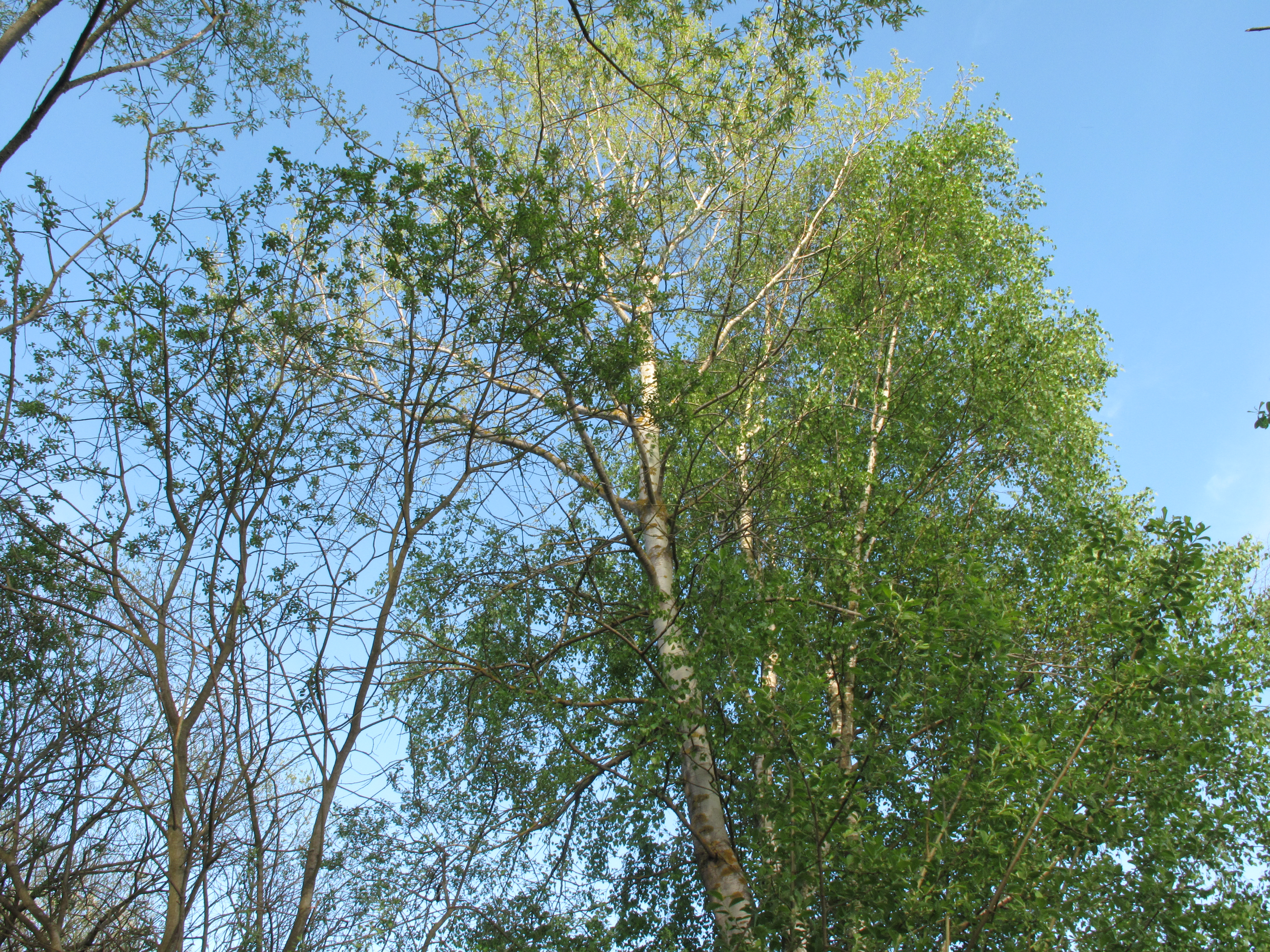
Koruny stromů